# Hannibal Sehested (presidente del Consiglio)
Hannibal Sehested (Gudme, 16 novembre 1842 – Gudme, 19 settembre 1924) è stato un politico danese, esponente del partito conservatore (Højre) e presidente del Consiglio della Danimarca dal 27 aprile 1900 al 24 luglio 1901.